# Louis Feber
Louis Jean Marie (Louis) Feber (Bergen op Zoom, 24 april 1885 – Den Haag, 3 juli 1964) was een Nederlandse schrijver en politicus.

## Levensloop
Feber was een zoon van Ludovicus Feber en Emerance Geijzen.
Hij trouwde in 1909 in Leiden met Anna Maria Taverne.
Hij studeerde technische wetenschappen aan de Technische Universiteit Delft en vertrok in 1909 naar Nederlands-Indië, waar hij tot 1920 werkte als waterbouwkundig ingenieur.
Hij schreef kritieken voor de tijdschriften Van Onzen Tijd, De Beiaard en De Gemeenschap. Een aantal reisverhalen over zijn tijd op Java werd in 1922 gebundeld onder de titel In de schaduw der waringins. Ook publiceerde hij enkele Bijbelse drama's.
Na zijn terugkeer in Nederland nam Feber in 1922 zitting in de Tweede Kamer namens de RKSP. Hij trad vooral naar voren als woordvoerder koloniale aangelegenheden. Feber was fel tegenstander van Colijns aanpassingspolitiek.
In 1933 verliet Feber de Tweede Kamer en werd hij wethouder volkshuisvesting in Den Haag. Tot 1955 bleef hij actief in de Haagse gemeentepolitiek, o.a. als wethouder, raadslid en waarnemend burgemeester.

## Publicaties
- Holofernes, 1914, Bijbels treurspel.
- David, 1915, Bijbels treurspel.
- In de schaduw der Waringins, 1922, van Munster's Uitgevers-Maatschappij Amsterdam, reisverhaal.
- De gordel der aarde, van Munster's Uitgevers-Maatschappij Amsterdam, reisverhaal.
- Frederik van Eeden's ontwikkelingsgang, 1923, de Beiaard, essay.
- Opgaande wegen, 1923, J.J. Romen en Zonen, Roermond, essay.
- De strijd om de stilte, 1924, van Munster's Uitgevers-Maatschappij Amsterdam, reisverhaal.
- In de stuwende strooming, 1925, van Munster's Uitgevers-Maatschappij Amsterdam, verzameling essays uit "de Maasbode".
- Het uur van Azië, 1939, Paul Brand's Uitgeversbedrijf Hilversum, essay.
- De strijd om de persoonlijkheid,, 1940, De Residentiebode - uitgeverij 's-Gravenhage, essay.
- Van herren en herrenkultur, 1946, Het Spectrum Utrecht-Brussel, essay over WOII, (geschr. 09'43 - 06'44)
- Mensch en humanisme, 1947, Het Spectrum Utrecht-Brussel, essay. (geschr. 08'40 - 12'41)
- De mens in zijn levensmilieu, 1957, Het Spectrum Utrecht-Brussel, essay.
- De opstand der rassen, 1958, Uitgeversmaatschappij Pax 's-Gravenhage, essay.
- Existentialisme en Christendom, 1962, essay.